# پالاتسولو آکریده
–
پالاتسولو آکریده (به ایتالیایی: Palazzolo Acreide) یک کومونه در ایتالیا است که در استان سیراکوز واقع شده‌است.

## خصوصیات
پالاتسولو آکریده ۸۶٫۳۴ کیلومترمربع مساحت و ۹٬۰۸۶ نفر جمعیت دارد و ۶۷۰ متر بالاتر از سطح دریا واقع شده‌است.

## خواهرخوانده
شهر فراتا پولزینه خواهرخواندهٔ پالاتسولو آکریده هست.